# مونودولاپ
مونودولاپ (به انگلیسی: MonoDevelop) یک محیط یکپارچه توسعه نرم‌افزار متن‌باز است که می‌توان آن را برای لینوکس، مک اواس ده و مایکروسافت ویندوز و برای توسعهٔ برنامه‌هایی که یکی از دو چارچوب مونو و دات‌نت را هدف قرارداده‌اند بکارگرفت. مونودولاپ قابلیت‌هایی شبیه نت‌بینز و مایکروسافت ویژوال استودیو از قبیل تکمیل‌سازی کد خودکار، کنترل نسخه، یک واسط گرافیکی کاربر و طراح وب ارائه می‌دهد.